# Arique
Arique es una localidad rural de Chile en la comuna de Valdivia, provincia de Valdivia, Región de Los Ríos. Se ubica en la margen sur del río San Pedro.

## Historia
Antiguo asentamiento mapuche-huilliche. Los misioneros franciscanos se instalan en el partido de Arique, el que incluía a las comunidades indígenas de Chincuín, Calle Calle, Los Juncos, Fochahue, Quesquechán y Antilhue. Actualmente el nombre Arique designa solo a un pequeño caserío y estero cercano a Pishuico, junto a Chincuín.
A mediados del siglo XVIII, el cacique Cumillanca de Arique entrega 75 cuadras de terrenos a los franciscanos para la instalación de una misión, cementerio y tierras de labranza de la misión que quedan a cargo de fray Antonio Sors. Posteriormente, el cacique Cumillanca entrega otras 75 cuadras de tierra al Capitán de Amigos Francisco Aburto Caballero, que se transformó en el vecino más antiguo de este lugar. 
En el año 1775 llega el misionero fray Benito Delgado, quien relató los detalles de la fallida  expedición que salió de Valdivia en búsqueda de la mítica Ciudad de los Césares.

## Turismo
El río San Pedro en este tramo es un lugar frecuente para la pesca deportiva.
En esta localidad no existen servicios de alojamiento registrados.

## Accesibilidad y transporte
A esta localidad se accede a través de la Ruta T-35 que bordea la ribera sur del Río San Pedro hasta Los Lagos.